# 天水圍醫院

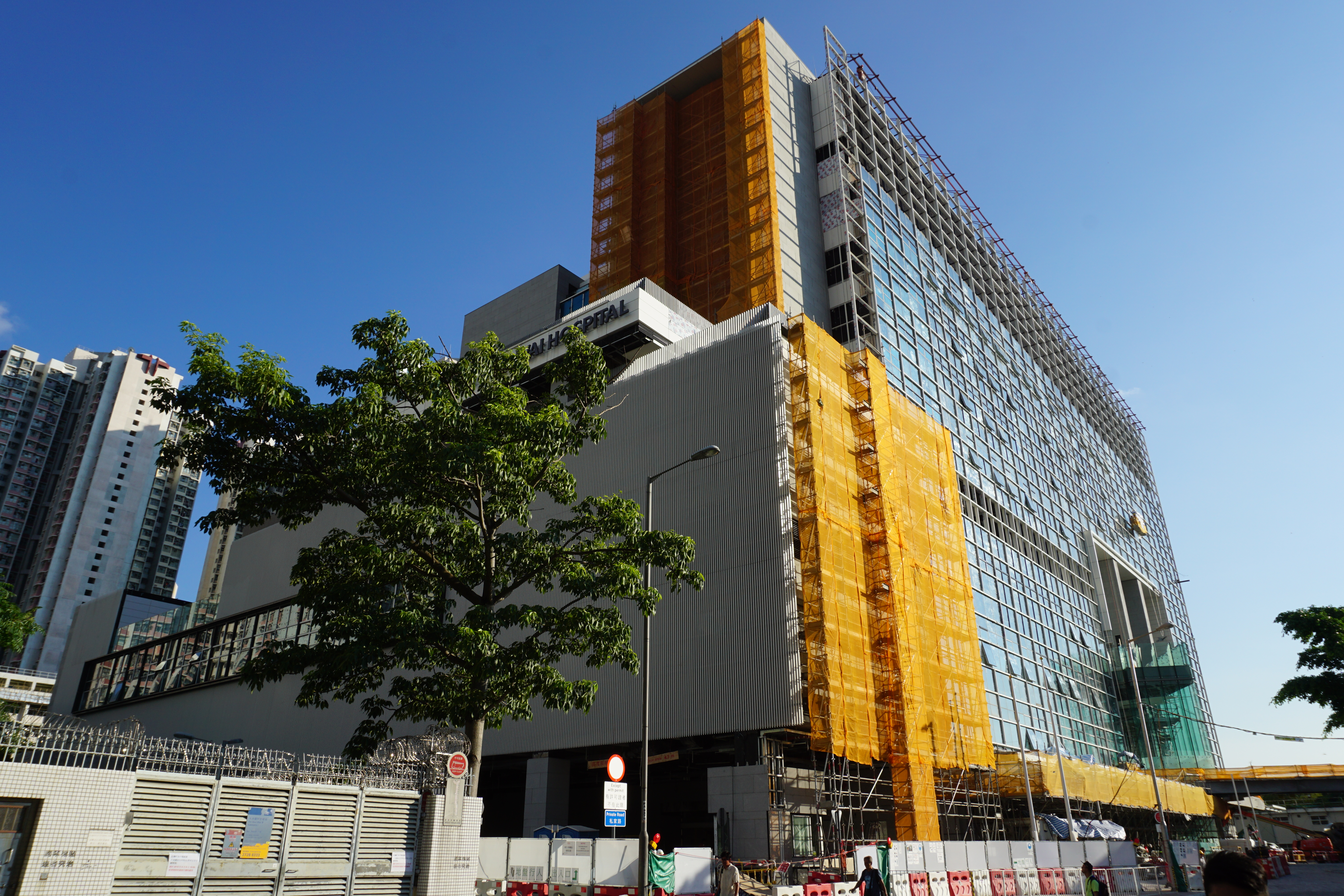
施工期間天水圍醫院北面外觀

天水圍醫院（英語：Tin Shui Wai Hospital，醫院管理局內部代碼：TSWH）是一所位於香港新界天水圍天壇街11號（第32區）的小型公立醫院，於2017年1月9日起分階段投入服務，急症室首階段於2017年3月15日啟用，但不是24小時服務，只於每天上午8時至下午4時提供服務，於2018年3月21日急症室服務時間延長為每日上午8時至下午8時。其餘時間仍要依賴博愛醫院及屯門醫院的急症室。首階段提供之服務包括專科門診、腎臟透析、專職醫療、放射診斷、藥劑及社康護理等日間服務。2018年11月21日起醫院設立24小時急症室服務，並開設住院服務。
天水圍醫院啟用後由醫院管理局管理，成為新界西醫院聯網內的其中一間醫院，現任行政總監莊義雄。

## 設施
天水圍醫院主要設施和服務包括設有250至300張住院病床（提供急症醫學、康復、療養及紓緩護理等住院服務）、急症室、多項日間護理服務（包括專科門診診所（設有家庭醫學和精神科）、普通科門診診所、血液透析中心、老人科日間醫院、精神科日間醫院、日間寧養服務、日間康復服務以及內窺鏡檢查室）、多項社區護理服務（包括社康護理／社區老人科評估、社區復康服務、精神科外展服務、醫務社會工作及健康資源中心），以及化驗室和放射診斷等支援服務。
醫院的急症室設有14間診症室和3間急救房，護士站設於急症室中央，方便監察急症室運作及調配醫護，亦設兩間專門接收精神紊亂病人的獨立病房，另有一間病房設「負氣壓隔離設備」，專門治療懷疑感染傳染病患者。

## 沿革
香港政府於1983年研究發展天水圍新市鎮時，已計劃預留第31區用地（即現今天頌苑）興建一座區域醫院，後來因預計區內的醫療需求不足而擱置。規劃署在1995年委託顧問公司制定天水圍北（天北）發展藍圖時沒有預留興建醫院用地，導致當局在區內覓地建院時出現困難，後來更因政府財政赤字惡化，計劃不了了之。在2007年區內居民遊行抗議區內醫療服務短缺後，當局決定重新研究興建天水圍醫院。
醫院原定選址位於天水圍第121區（近廈村一帶），然而當局稱該處需要將兩條去水渠改道，亦涉及收回私人土地，故此可能使到工程需要待至2018年至2019年才落成，未能夠符合於2014年至2015年啟用的承諾，故此當局最終落實以第32區、原訂興建保良局西區婦女福利會馮李佩瑤小學的空地作為醫院選址。有區議員批評，受到面積所限，新的選址只能夠興建規模比較小的醫院；亦指該地段鄰近天瑞邨，擔心影響居民健康。
2009年，食物及衛生局局長周一嶽表示，原來訂定於2019年落成的天水圍醫院預計可以提早4年完成工程，於2015年落成，並且投入服務。然而，由於醫院的選址可能含有大理石溶洞，故此需要比較一般施展工程時期為長，用以進行地基工程，因此落成日期將會延至2016年年中，當時預計於2017年初啟用，未能夠符合於2014年至2015年啟用的承諾。
2016年9月30日，建築署把天水圍醫院移交給醫院管理局，此時，新界西聯網隨即進行測試及安裝醫療儀器等準備工作。
急症室首階段於2017年3月15日啟用，但不是24小時服務，只於每天上午8時至下午4時提供服務，其餘時間仍要依賴博愛醫院及屯門醫院的急症室。《2017/18周年工作計劃》服務時間由8小時延長至12小時。
到2018年1月，媒體報道《2017/18周年工作計劃》原本承諾急症室在2017年第四季可以服務12小時，但至2018年1月仍只能提供8小時服務。因醫院暫時只有3個專科門診，結果專科門診15間診症室之中，只有兩名醫生當值。媒體也發現多個地方還未啟用，5至7樓丟空，2樓全層只有一邊的少量房間使用過。而日間病房櫃位、接待處都全部未有使用。
2018年2月食物及衞生局局長陳肇始出席天水圍醫院植樹典禮致辭時宣布，天水圍醫院急症室開放時間將由現時的8小時，延長至12小時，3月21日起提供「朝八晚八」服務，若人手許可，到2018年11月將可提升至24小時運作，並相應開展急症住院服務。
2018年11月21日起，天水圍醫院落實24小時急症室服務，並開設住院服務，初期設32張急症綜合專科病床，將來會陸續增加住院床位。
2020年，由於香港爆發2019冠狀病毒病，為應付從歐洲疫區回港人潮，此醫院自3月20日起承擔兩個指定分流中心的化驗工作；其後，此醫院亦負責營運在亞洲國際博覽館設立的臨時疫症醫院；然而，後期由中央政府委託深圳市建築工務署代建的擴展部分，則由北大嶼山醫院營運。
因應香港2019冠狀病毒病第五波疫情嚴重爆發導致醫院床位嚴重不足，由2022年2月26日起，天水圍醫院全院改作接收2019冠狀病毒病患者，急症室和專科門診會維持服務。

## 工程圖像

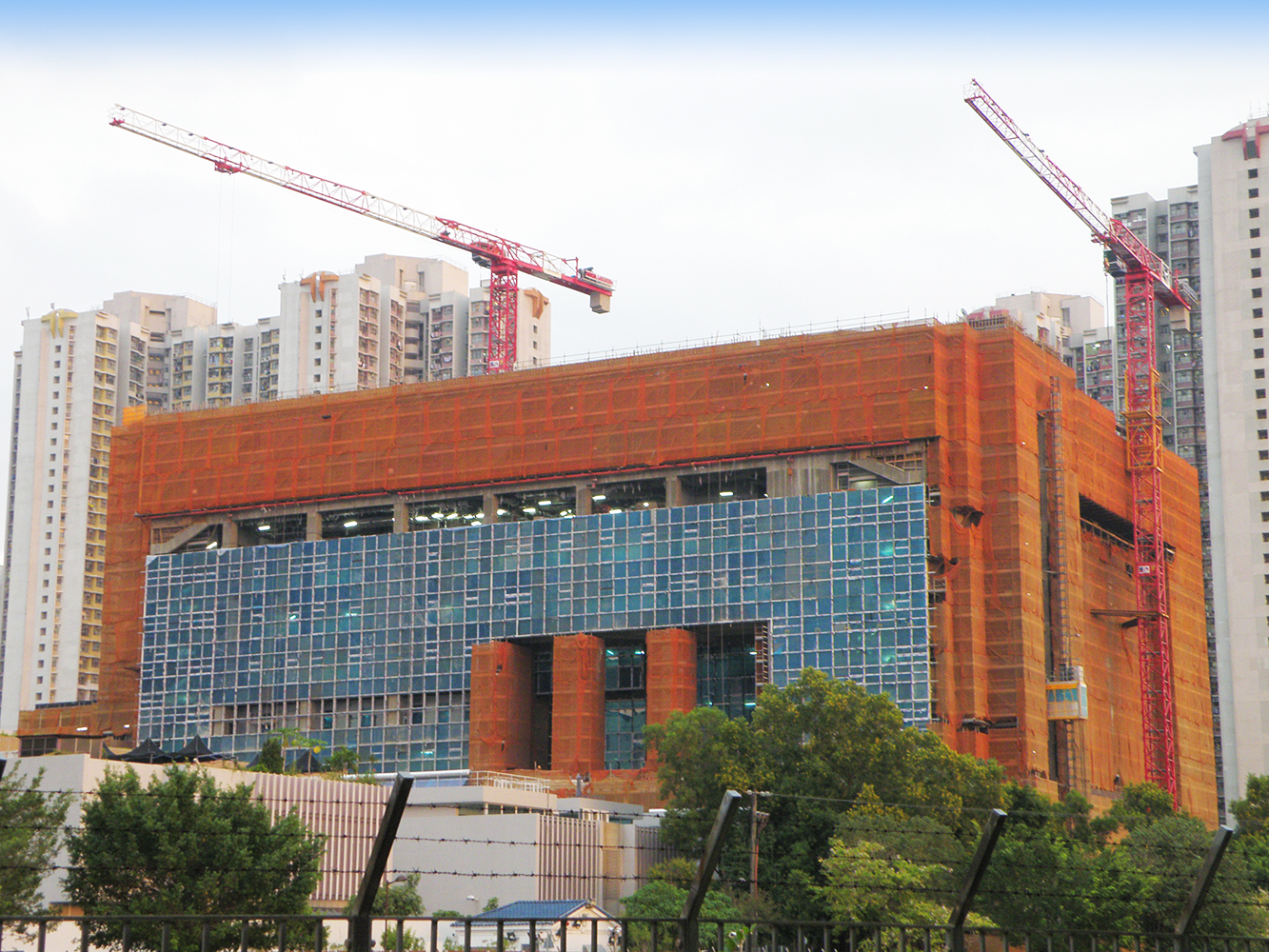
醫院西面，2015年11月
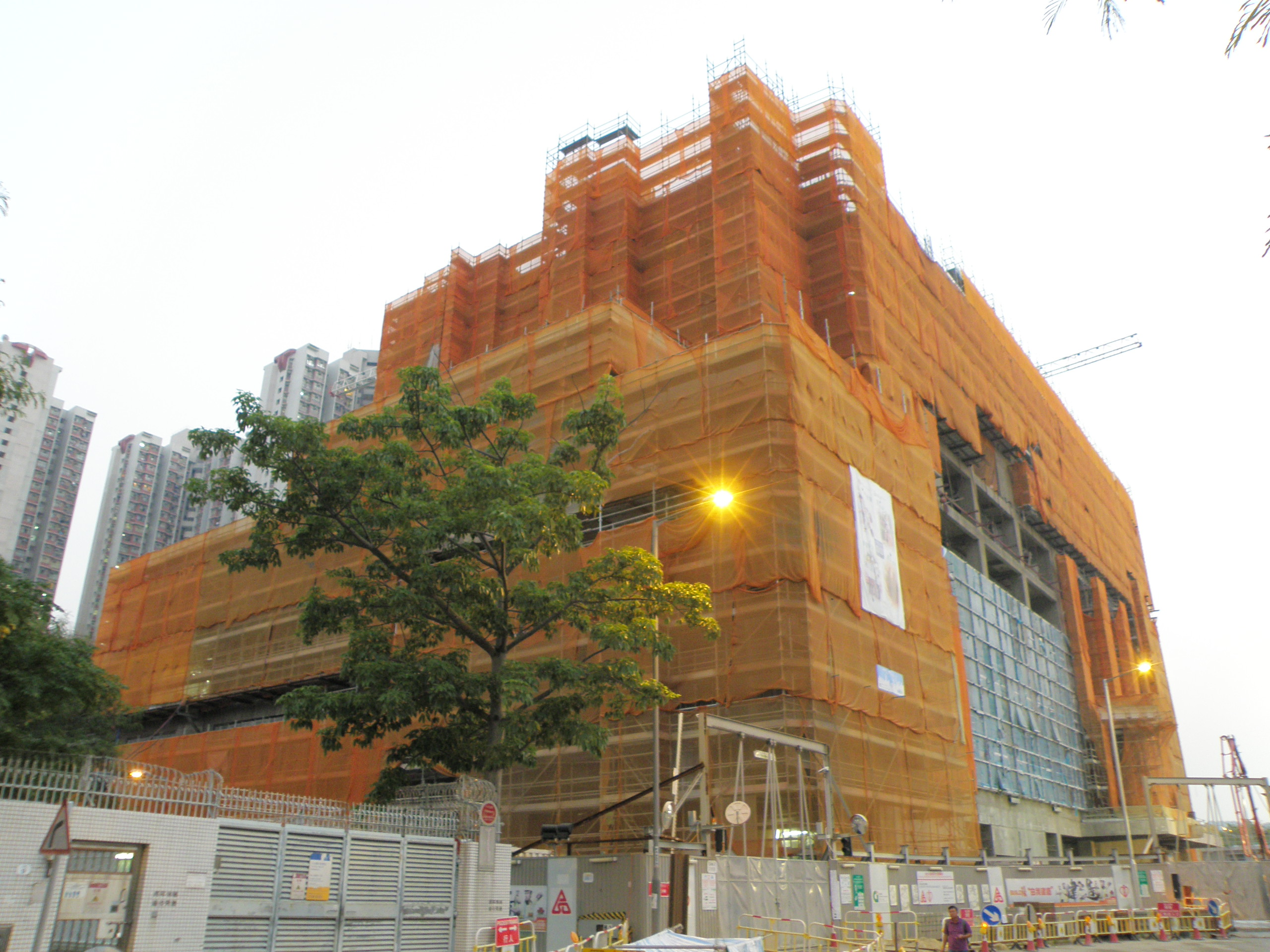
醫院北面，2015年8月
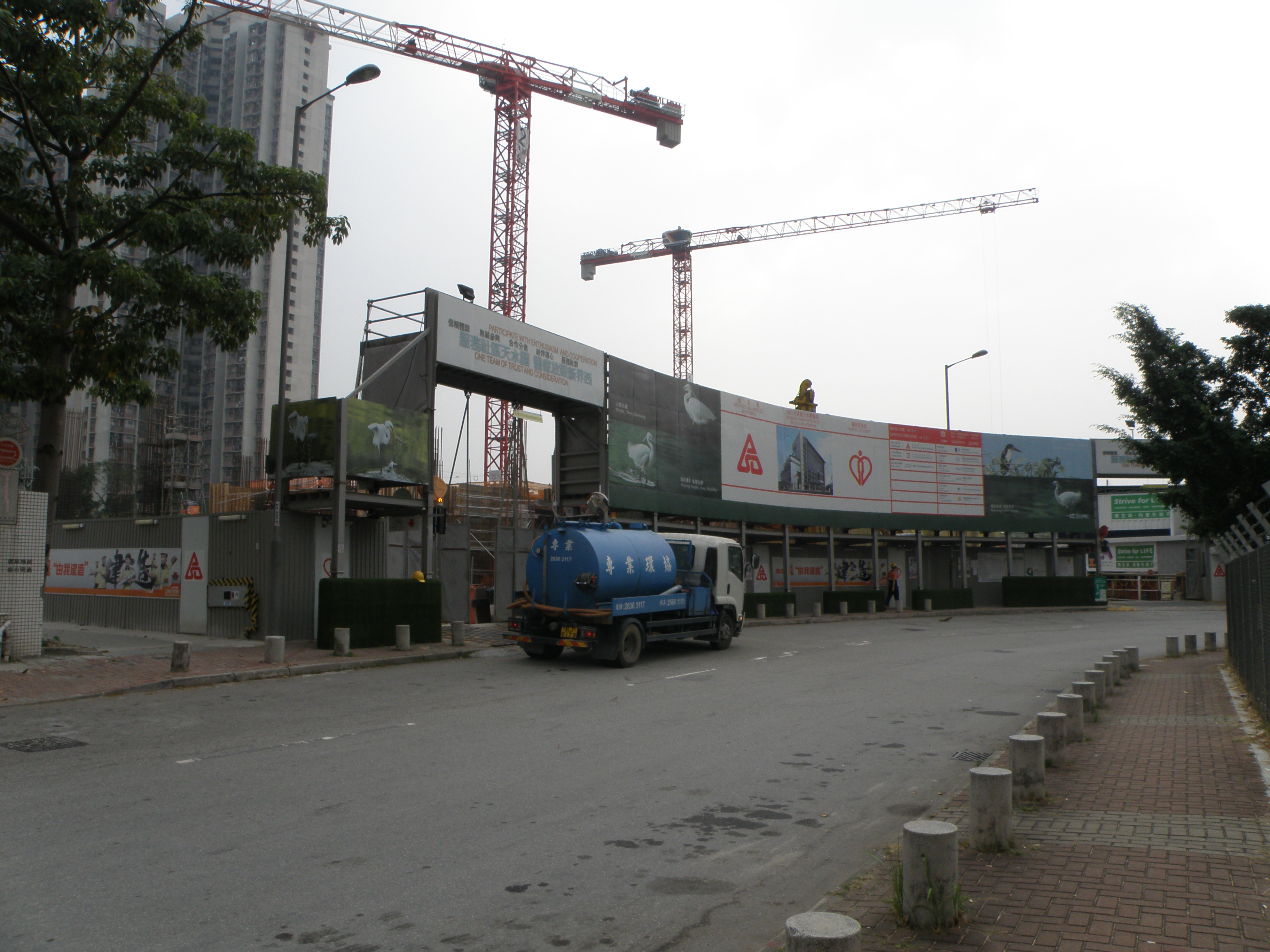
醫院北面，2014年11月
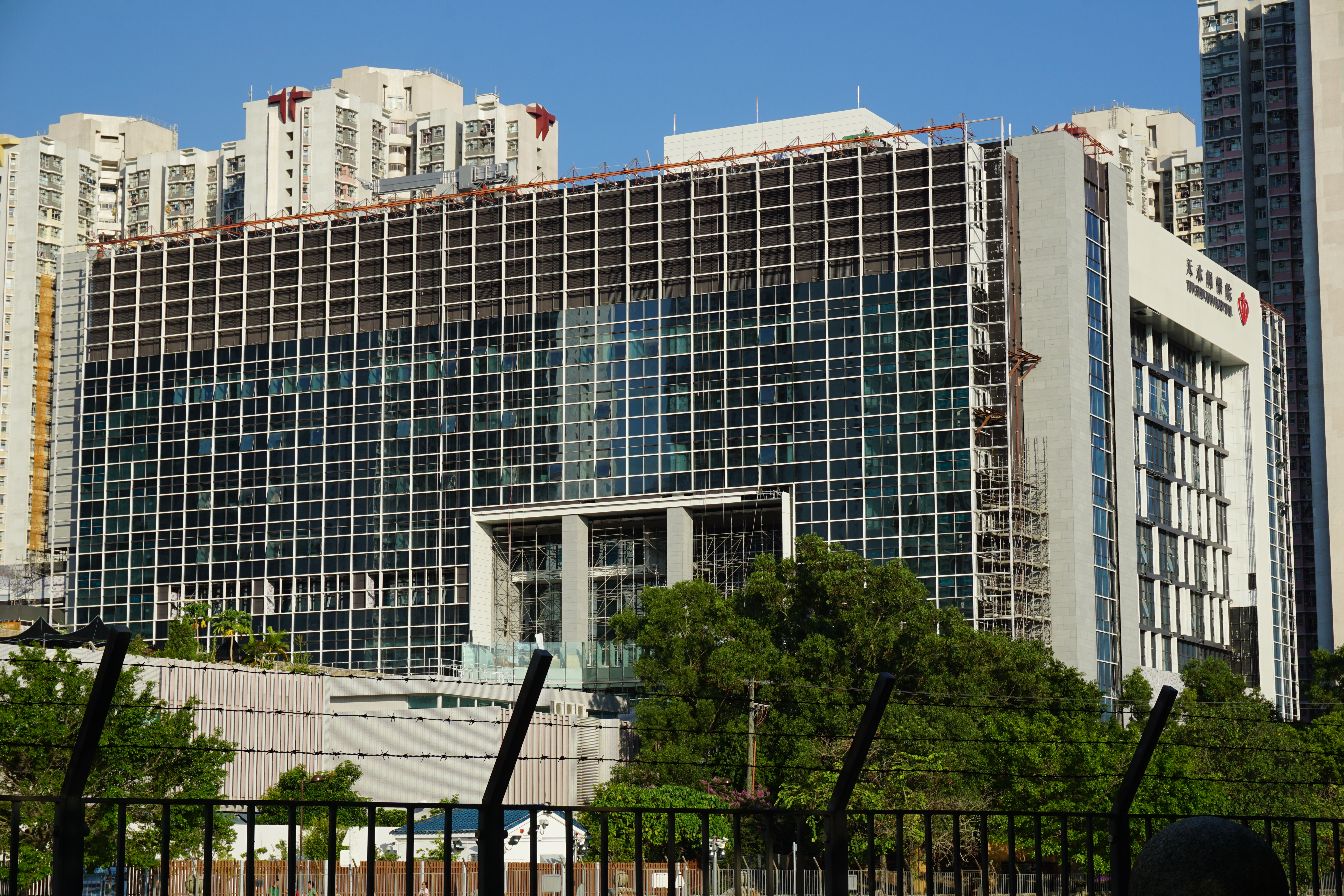
醫院西面，2016年7月